# 尤寧城 (密歇根州)
尤寧城（英語：Union City）是位於美國密歇根州布蘭奇縣及卡爾霍恩縣的一個村。

## 人口
根據2020年美國人口普查的數據，尤寧城的面積為3.86平方千米，當中陸地面積為3.76平方千米，而水域面積為0.10平方千米。當地共有人口1714人，而人口密度為每平方千米444人。